# Oliver Platt

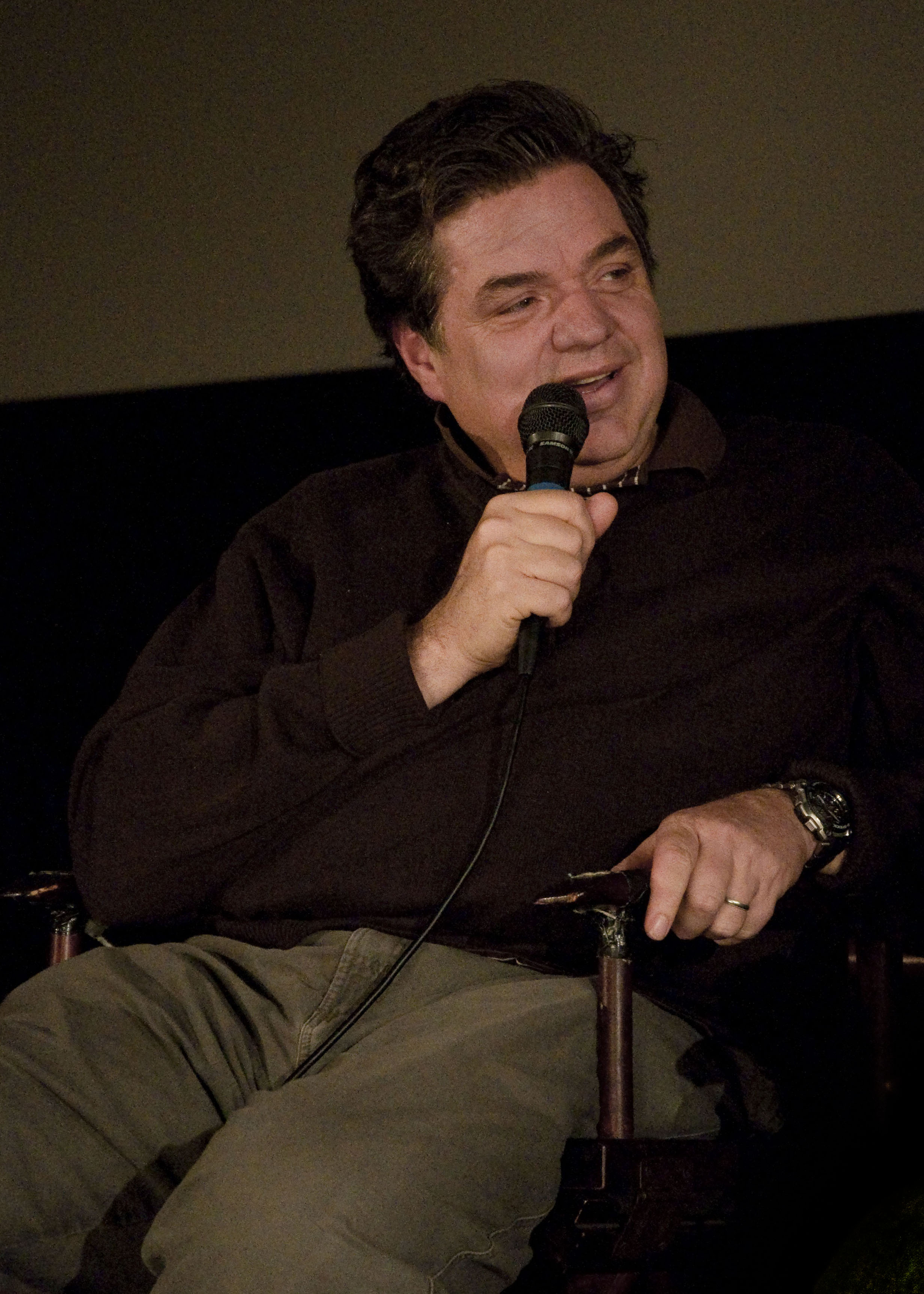
Oliver Platt (2010)

Oliver James Platt (* 12. Januar 1960 in Windsor, Ontario) ist ein kanadischer Schauspieler.

## Leben und Leistungen
Oliver Platt, Sohn eines Diplomaten, wuchs in Washington, D.C. und in Asien auf. Im Jahr 1983 absolvierte er ein Schauspielstudium an der Tufts University. Platt spielte am Ende der 1980er Jahre in Fernsehserien. 1988 war er neben Alec Baldwin und Michelle Pfeiffer in einer Nebenrolle in der Komödie Die Mafiosi-Braut von Jonathan Demme zu sehen. Im gleichen Jahr trat er zudem in der Komödie Die Waffen der Frauen in der Rolle des Bob Lutz auf, eines Kollegen von Tess McGill, die von Melanie Griffith gespielt wurde. In dem Thriller Flatliners – Heute ist ein schöner Tag zum Sterben (1990) spielte er neben Julia Roberts, Kiefer Sutherland und Kevin Bacon den Studenten Randy Steckle, der mit Nahtoderfahrungen experimentiert. In Ein unmoralisches Angebot (1993) verkörperte er den Anwalt Jeremy, der die Vereinbarung zwischen John Gage (Robert Redford), Diana Murphy (Demi Moore) und David Murphy (Woody Harrelson) ausformulierte.
Für seine Rolle in der Komödie Dr. Dolittle (1998) wurde Platt im Jahr 1999 für den Blockbuster Entertainment Award nominiert. In den Jahren 2000 bis 2001 war er in einer Hauptrolle in der Fernsehserie Deadline zu sehen. Im Jahr 2001 wurde er für seine Rolle in der Fernsehserie The West Wing – Im Zentrum der Macht für den Emmy Award nominiert. Für seine Rolle in der Fernsehserie Huff – Reif für die Couch (2004) wurde er im Jahr 2005 für den Emmy Award und für den Golden Globe Award nominiert. 2006 wurde er für die Rolle des Johns im Theaterstück Shining City für den Tony Award als bester Hauptdarsteller nominiert.
Privatleben
Am 12. September 1992 heiratete Platt Mary Camilla Bonsal Campbell (besser bekannt als Camilla). Sie haben drei Kinder (* 1995, * 1997 und * 1999).
Er ist entfernt mit der verstorbenen Diana Frances Spencer verwandt.

## Filmografie
- 1987: Der Equalizer (The Equalizer, Fernsehserie, 1 Folge)
- 1988: Miami Vice (Fernsehserie, 1 Folge)
- 1988: Crusoe
- 1988: Die Mafiosi-Braut (Married to the Mob)
- 1988: Die Tattingers (Tattingers / Nick & Hillary, Fernsehserie, 1 Folge)
- 1988: Die Waffen der Frauen (Working Girl)
- 1990: Kampf gegen die Mafia (Wiseguy, Fernsehserie, 1 Folge)
- 1990: Flatliners – Heute ist ein schöner Tag zum Sterben (Flatliners)
- 1990: Grüße aus Hollywood (Postcards from the Edge)
- 1992: Ein Hund namens Beethoven (Beethoven)
- 1992: Ihr größter Coup (Diggstown)
- 1993: Die Aushilfe (The Temp)
- 1993: Ein unmoralisches Angebot (Indecent Proposal)
- 1993: Benny & Joon
- 1993: Die drei Musketiere (The Three Musketeers)
- 1995: Funny Bones – Tödliche Scherze (Funny Bones)
- 1995: Pecos Bill – Ein unglaubliches Abenteuer im Wilden Westen (Tall Tale)
- 1995: Der Infiltrator (The Infiltrator, Fernsehfilm)
- 1996: Einsame Entscheidung (Executive Decision)
- 1996: Die Jury (A Time to Kill)
- 1998: Gefährliche Schönheit – Die Kurtisane von Venedig (Dangerous Beauty)
- 1998: Bulworth
- 1998: The Impostors – Zwei Hochstapler in Not (The Impostors)
- 1998: Dr. Dolittle (Doctor Dolittle)
- 1998: Simon Birch
- 1999: Cinderelmo (Fernsehfilm)
- 1999: Lake Placid
- 1999: Ein Date zu dritt (Three to Tango)
- 1999: Der 200 Jahre Mann (Bicentennial Man)
- 2000: Ein Herz und eine Kanone (Gun Shy)
- 2000: Ready to Rumble
- 2000–2001: Deadline (Fernsehserie, 13 Folgen)
- 2001–2005: The West Wing – Im Zentrum der Macht (The West Wing, Fernsehserie, 8 Folgen)
- 2001: Sag’ kein Wort (Don’t Say a Word)
- 2002: Liberty Stands Still
- 2002: ZigZag
- 2002: Ash Wednesday
- 2003–2007: Queens Supreme (Fernsehserie, 13 Folgen)
- 2003: Pieces of April – Ein Tag mit April Burns (Pieces of April)
- 2003: Hope Springs – Die Liebe deines Lebens (Hope Springs)
- 2004: Kinsey – Die Wahrheit über Sex (Kinsey)
- 2004–2006: Huff – Reif für die Couch (Huff, Fernsehserie, 25 Folgen)
- 2005: Loverboy
- 2005: The Ice Harvest
- 2005: Casanova
- 2007: Das 10 Gebote Movie (The Ten)
- 2007: The Bronx Is Burning (Fernsehserie, 8 Folgen)
- 2007: Mein Kind vom Mars (Martian Child)
- 2007–2008: Nip/Tuck – Schönheit hat ihren Preis (Nip/Tuck, Fernsehserie, 4 Folgen)
- 2008: Frost/Nixon
- 2009: 2012
- 2009: Wonder Woman (Sprechrolle)
- 2009: Year One – Aller Anfang ist schwer (Year One)
- 2009: Bored to Death (Fernsehserie, 6 Folgen)
- 2010: Please Give
- 2010: Briefe an Julia (Letters to Juliet)
- 2010–2013: The Big C (Fernsehserie, 40 Folgen)
- 2010: Love and other Drugs – Nebenwirkung inklusive (Love and Other Drugs)
- 2011: X-Men: Erste Entscheidung (X-Men: First Class)
- 2011: Die Tochter meines besten Freundes (The Oranges)
- 2012: Ginger & Rosa
- 2012: Armour of God – Chinese Zodiac (Sap ji sang ciu)
- 2013: Lucky Them – Auf der Suche nach Matthew Smith (Lucky Them)
- 2013: Gods Behaving Badly
- 2014: Kiss the Cook – So schmeckt das Leben! (Chef)
- 2014: Fargo (Fernsehserie, 5 Folgen)
- 2014: Cut Bank – Kleine Morde unter Nachbarn (Cut Bank)
- 2014: Kill the Messenger
- 2014: Furchtbar fröhliche Weihnachten (A Merry Friggin’ Christmas)
- 2015: When I Live My Life Over Again
- 2015: Good Wife (The Good Wife, Fernsehserie, 3 Folgen)
- 2015: Bessie (Fernsehfilm)
- 2015: One More Time
- 2015: Frank and Cindy
- 2015–2017: Modern Family (Fernsehserie, 2 Folgen)
- 2015–2025: Chicago P.D. (Fernsehserie, 10 Folgen)
- 2015–2025: Chicago Fire (Fernsehserie, 9 Folgen)
- seit 2015: Chicago Med (Fernsehserie)
- 2016: The Master Cleanse
- 2016: The Ticket
- 2016: Shut In
- 2020: I’m Thinking of Ending Things
- seit 2022: The Bear: King of the Kitchen (The Bear, Fernsehserie)
- 2024: Babes

## Auszeichnungen
Golden Globes
- 2005: nominiert in der Kategorie „Best Performance by an Actor in a Supporting Role in a Series, Miniseries or Motion Picture Made for Television“ für seine Rolle in Huff

Primetime Emmy Awards
- 2001: nominiert in der Kategorie „Outstanding Guest Actor in a Drama Series“ für seine Rolle in The West Wing
- 2005: nominiert in der Kategorie „Outstanding Supporting Actor in a Drama Series“ für seine Rolle in Huff
- 2006: nominiert in der Kategorie „Outstanding Supporting Actor in a Drama Series“ für seine Rolle in Huff
- 2008: nominiert in der Kategorie „Outstanding Guest Actor in a Drama Series“ für seine Rolle in Nip/Tuck

Behind the Voice Actors Award
- 2015: nominiert in der Kategorie „Best Male Vocal Performance in a Feature Film in a Supporting Role“ für seine Rolle in Die Legende von Oz – Dorothys Rückkehr

Blockbuster Entertainment Awards
- 2015: nominiert in der Kategorie „Favorite Supporting Actor – Comedy“ für seine Rolle in Dr. Dolittle

Boston Society of Film Critics Awards
- 2005: 2. Platz in der Kategorie „Best Supporting Actor“ für seine Rollen in Casanova und The Ice Harvest

Gotham Awards
- 2010: nominiert in der Kategorie „Best Ensemble Performance“ für seine Rolle in Please Give

Independent Spirit Awards
- 2011: für seine Rolle in Please Give

New York Film Critics, Online
- 2005: in der Kategorie „Best Supporting Actor“ für seine Rolle in Casanova

Online Film & Television Association
- 2001: nominiert in der Kategorie „Best Guest Actor in a Drama Series“ für seine Rolle in The West Wing
- 2002: nominiert in der Kategorie „Best Guest Actor in a Drama Series“ für seine Rolle in The West Wing
- 2005: nominiert in der Kategorie „Best Guest Actor in a Drama Series“ für seine Rolle in The West Wing
- 2008: nominiert in der Kategorie „Best Guest Actor in a Drama Series“ für seine Rolle in Nip/Tuck

Screen Actors Guild Awards
- 2008: nominiert in der Kategorie „Outstanding Performance by a Male Actor in a Television Movie or Miniseries“ für seine Rolle in The Bronx Is Burning
- 2009: nominiert in der Kategorie „Outstanding Performance by a Cast in a Motion Picture“ für seine Rolle in Frost/Nixon

St. Louis Film Critics Association, US
- 2005: nominiert in der Kategorie „Best Supporting Actor“ für seine Rolle in Casanova

Quelle: